# Jesper Parnevik
Jesper Bo Parnevik (født 7. marts 1965 i Stockholm, Sverige) er en svensk golfspiller, der pr. juli 2008 står noteret for 14 sejre gennem sin professionelle karriere. Hans bedste resultater i Major-turneringer er to 2. pladser i British Open, i henholdsvis 1994 og 1997.
Parnevik har 3 gange, i 1997, 1999 og 2002, repræsenteret det europæiske hold ved Ryder Cup, hvilket er resulteret i to sejre og et nederlag.